# Chiesa di San Michele (Murcia)
La chiesa di san Michele a Murcia è un edificio religioso barocco costruito tra la fine del XVII secolo e l'inizio del XVIII, eretta al posto di una precedente chiesa medievale.

## Storia
La costruzione della nuova chiesa fu deliberata nel 1625 e a quella data si diede inizio alla demolizione del precedente edificio medievale. Tuttavia, un'inondazione disastrosa avvenuta nel 1651 (Riada de san Calixto) distrusse gran parte di quella zona della città, comprese le opere in corso di costruzione. Si dovette quindi attendere il 1691 per poter iniziare i lavori dell'attuale edificio. Le infiltrazioni di acqua provocarono nel 1864 il crollo della torre campanaria, con danni alla crociera del transetto. Spostato provvisoriamente il culto in altra chiesa, la ricostruzione torre e il restauro della parte danneggiata ebbero termine nel 1879.

## Interno

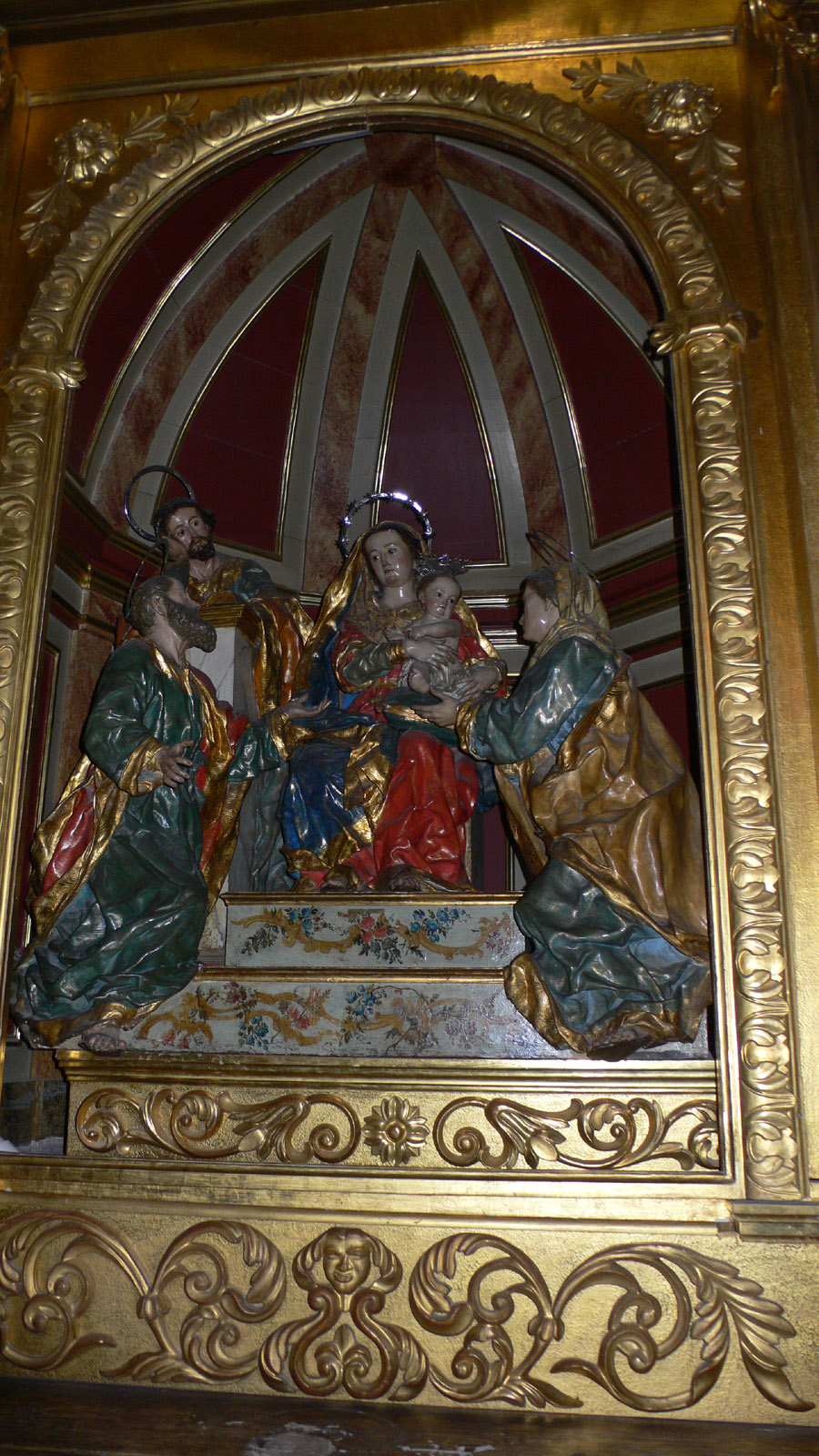
Gruppo scultoreo della Sacra Famiglia, di Francisco Salzillo nella chiesa di San Michele a Murcia

Sono di particolare pregio l'altar maggiore con il suo retablo, opera di Giacinto Perales e Francisco Salzillo; quest'ultimo scolpì le statue degli arcangeli, le Virtù e gli angeli che sostengono la cupola. La chiesa contiene numerose opere di Nicola Salzillo e del figlio Francisco. Tra le altre la Sacra Famiglia, di Salzillo figlio, San Michele (1708) e San Giuda Taddeo, di Salzillo padre e San Giuseppe e il Bambino, opera di entrambe.